# Championnats du monde de pétanque 2008
Navigation
Édition précédente Édition suivante
Les championnats du monde de pétanque 2008 est une édition des championnats du monde de pétanque. 

## Présentation
Elle constitue la 44e édition des triplettes séniors, la 9e édition en tir de précision sénior et la 11e édition des triplettes séniors féminines et la 4e édition du tir de précision sénior féminine.
. Elle se déroule à Dakar (Sénégal), du 12 au 16 novembre 2008 pour les triplettes séniors et le tir de précision junior. Elle se déroule à Samsun (Turquie), du 10 au 12 octobre 2009 pour les triplettes séniors féminine et le tir de précision sénior féminine.

## Résultats àDakar(Sénégal)[1]

### Triplette sénior[2]

#### Phase finale
Quart de finale
| Qualifiés                               | Eliminés                                 |
| France, France 2, Thaïlande et Belgique | Madagascar, Maroc, Luxembourg et Arménie |

| Nation    | Score | Nation   |
| --------- | ----- | -------- |
| France 2  | 13-7  | France   |
| Thaïlande | 13-11 | Belgique |

| Nation   | Score | Nation    |
| -------- | ----- | --------- |
| France 2 | 13-0  | Thaïlande |

### Tir de précision[3]

#### Phase finale
| Nation                | Score | Nation                       |
| --------------------- | ----- | ---------------------------- |
| Pascal Milei          | bat   | Charles Weibel Belgique      |
| Abdessamad El Mankari | 37-23 | Roberto Calos Lopez Espagne  |
| Boureima Ouédraogo    | bat   | Michel Hatchadourian Arménie |
| François N'Diaye      | 45-35 | Ousmane Maïga Côte d'Ivoire  |

| Nation                | Score  | Nation                          |
| --------------------- | ------ | ------------------------------- |
| Abdessamad El Mankari | 42-36  | Pascal Milei France             |
| François N'Diaye      | 64*-35 | Boureima Ouédraogo Burkina Faso |

* Nouveau record du monde, anciennement détenu par Philippe Quintais  et Kévin Malbec (62 points).
| Nation                | Score | Nation                   |
| --------------------- | ----- | ------------------------ |
| Abdessamad El Mankari | 39-33 | François N'Diaye Sénégal |

## Résultats àSamsun(Turquie)[1]

### Triplette sénior féminine[4]

#### Phase finale
| Nation      | Score | Nation    |
| ----------- | ----- | --------- |
| France      | 13-1  | Chine     |
| Espagne     | 13-10 | Australie |
| Thaïlande 2 | bat   | Algérie   |
| Tunisie     | bat   | Japon     |
| Tchéquie    | bat   | Allemagne |
| Thaïlande   | 13-3  | Turquie 2 |
| Canada      | bat   | Tahiti    |
| Italie      | bat   | Slovaquie |

| Nation      | Score | Nation   |
| ----------- | ----- | -------- |
| France      | 13-10 | Tchéquie |
| Espagne     | 13-5  | Canada   |
| Thaïlande   | 13-2  | Italie   |
| Thaïlande 2 | bat   | Tunisie  |

| Nation    | Score | Nation      |
| --------- | ----- | ----------- |
| Espagne   | 13-4  | France      |
| Thaïlande | 13-8  | Thaïlande 2 |

| Nation  | Score | Nation    |
| ------- | ----- | --------- |
| Espagne | 13-10 | Thaïlande |

### Tir de précision sénior féminine

#### Phase finale
| Nation             | Score | Nation               |
| ------------------ | ----- | -------------------- |
| Angélique Colombet | bat   | Inès Rosario Espagne |
| Mouna Beji         | bat   | ?                    |
| Karin Rudolfs      | bat   | ?                    |
| Thongsri Thamakord | bat   | ?                    |

| Nation             | Score | Nation                       |
| ------------------ | ----- | ---------------------------- |
| Angélique Colombet | bat   | Mouna Beji Tunisie           |
| Karin Rudolfs      | bat   | Thongsri Thamakord Thaïlande |

| Nation             | Score | Nation                 |
| ------------------ | ----- | ---------------------- |
| Angélique Colombet | bat   | Karin Rudolfs Pays-Bas |

## Podiums
| Épreuve                          | Or                                                                            | Argent                                                                       | Bronze                                                                             |
| -------------------------------- | ----------------------------------------------------------------------------- | ---------------------------------------------------------------------------- | ---------------------------------------------------------------------------------- |
| Triplette sénior                 | 2 \| Thierry Grandet - Henri Lacroix - Bruno Le Boursicaud - Philippe Suchaud | Pakin Phuram - Thaloengkiat Phusa-Ad - Suksan Piachan - Sarawut Sriboonpeng  | Pascal Milei - Michel Loy - Stéphane Robineau - Zvonko Radnic                      |
| Triplette sénior                 | 2 \| Thierry Grandet - Henri Lacroix - Bruno Le Boursicaud - Philippe Suchaud | Pakin Phuram - Thaloengkiat Phusa-Ad - Suksan Piachan - Sarawut Sriboonpeng  | Jean-Francois Hemon - Michael Masuy - Michel Vancampenhout - Charles Weibel        |
| Tir de précision sénior          | Abdessamad El Mankari                                                         | François N'Diaye                                                             | Pascal Milei                                                                       |
| Tir de précision sénior          | Abdessamad El Mankari                                                         | François N'Diaye                                                             | Boureima Ouédraogo                                                                 |
| Triplette sénior féminine        | Jéronima Ballesta - Inès Rosario - Yolanda Matarranz - Silvia Garces          | Chuamung Sujittra - Janjira Hansuwan - Kannika Limwanich - Suphannee Wongsut | Ranya Kouadri - Florence Schopp - Angélique Colombet - Marie-Christine Virebayre   |
| Triplette sénior féminine        | Jéronima Ballesta - Inès Rosario - Yolanda Matarranz - Silvia Garces          | Chuamung Sujittra - Janjira Hansuwan - Kannika Limwanich - Suphannee Wongsut | Noknoi Youngcham - Phantipha Wongchuvej - Thongsri Thamakord - Boonyoum KamsAwaung |
| Tir de précision sénior féminine | Angélique Colombet                                                            | Karin Rudolfs                                                                | Thongsri Thamakord                                                                 |
| Tir de précision sénior féminine | Angélique Colombet                                                            | Karin Rudolfs                                                                | Mouna Beji                                                                         |

## Tableau des médailles
| Rang  | Nation       | Or | Argent | Bronze | Total |
| ----- | ------------ | -- | ------ | ------ | ----- |
| 1     | France       | 2  | 0      | 3      | 5     |
| 2     | Maroc        | 1  | 0      | 0      | 1     |
| 2     | Espagne      | 1  | 0      | 0      | 1     |
| 4     | Thaïlande    | 0  | 2      | 2      | 4     |
| 5     | Sénégal      | 0  | 1      | 0      | 1     |
| 5     | Pays-Bas     | 0  | 1      | 0      | 1     |
| 6     | Belgique     | 0  | 0      | 1      | 1     |
| 6     | Tunisie      | 0  | 0      | 1      | 1     |
| 6     | Burkina Faso | 0  | 0      | 1      | 1     |
| Total | Total        | 4  | 4      | 8      | 16    |